# Kurt Cobain
Kurt Donald Cobain (Aberdeen, 20 februari 1967 – Seattle, rond 5 april 1994) was een Amerikaans zanger en musicus. Als de leadzanger en gitarist van de grungeband Nirvana werd Cobain begin jaren negentig gezien als "de stem van Generatie X". Rond 5 april 1994 maakte hij op 27-jarige leeftijd een einde aan zijn leven.

## Jeugd
Cobain werd geboren in Aberdeen, een stad in de Amerikaanse staat Washington, 120 km ten zuidwesten van Seattle. Na de eerste zes maanden van zijn leven in het naburige stadje Hoquiam te hebben gewoond, verhuisde hij met zijn ouders Donald en Wendy naar Aberdeen, waar hij zijn jeugd grotendeels doorbracht. Op 24 april 1970 werd de zus van Kurt Cobain, Kimberly geboren.
Cobain was naar eigen zeggen aanvankelijk een gelukkig kind, al stond hij onder behandeling met het medicijn Ritalin om zijn ADHD te onderdrukken. Aan zijn gelukkige jeugd kwam op negenjarige leeftijd een einde toen zijn ouders uit elkaar gingen. Vanaf dat moment veranderde hij in een stil, teruggetrokken kind. Na de officiële scheiding in 1975 werd Cobain bij verschillende familieleden ondergebracht. Op de middelbare school brak voor hem een periode van rebellie aan: hij ontdekte rockmuziek en drugs en maakte zich schuldig aan vandalisme. Cobain werd meerdere malen gearresteerd, onder andere voor het bekladden van auto's en gebouwen. In 1985 verliet hij de middelbare school zonder diploma.
Op jonge leeftijd ontwikkelde Cobain een interesse in muziek. Als tweejarige zong hij al liedjes zoals Hey Jude van The Beatles. Voor zijn veertiende verjaardag kreeg hij van zijn oom een Univox Hi-Fliergitaar ter waarde van 150 dollar. Hij leerde zichzelf, als linkshandige, gitaar spelen door het instuderen van nummers van zijn favoriete bands, zoals Led Zeppelin, Black Sabbath en Kiss. Al gauw begon hij met het schrijven van eigen nummers. Hij ontdekte punk en hardcore bands als Sex Pistols en Black Flag. Cobains smaak ging steeds meer de alternatieve kant op: in latere interviews noemde hij bands als Pixies, The Vaselines, The Melvins, Daniel Johnston, Meat Puppets en Flipper als zijn favorieten.

## Nirvana
In 1985 ontmoette Cobain mede punkrockfan Krist Novoselic. Na enkele mislukte projecten, waaronder de band Fecal Matter, richtten de twee vrienden in 1987 een band op die, na enkele naamsveranderingen – Skid Row, Pen Cap Chew, Ted Ed Fred – vanaf 1988 bekendstond als Nirvana. Vlak daarop verhuisde het duo naar Olympia, de hoofdstad van Washington. In 1989 bracht de band met drummer Chad Channing het debuutalbum Bleach uit op het onafhankelijk platenlabel Sub Pop. Cobain was echter niet tevreden met Channings inzet en manier van spelen, en in 1990 werd Channing vervangen door Dave Grohl van de band Scream. Datzelfde jaar liet Nirvana de underground van Olympia achter zich en tekende een platencontract met het grote DGC Records. In 1991 bracht Nirvana het album uit dat, mede dankzij de wereldhit Smells Like Teen Spirit, hun grote doorbraak in de mainstream zou betekenen: Nevermind. In 1993 bracht de band hun derde en laatste album uit, In Utero. Met Cobains dood in 1994 kwam tevens een eind aan het succes van Nirvana. Sinds hun debuut heeft de band, met Cobain als songwriter, wereldwijd meer dan 50 miljoen albums verkocht.

## Privéleven
In mei 1991 ontmoette Cobain zangeres Courtney Love van de band Hole tijdens een Butthole Surfers/L7 concert in Los Angeles. In december kondigde het stel hun verloving aan en op 24 februari 1992 trouwde Cobain, gekleed in z'n pyjama, met Love op het strand van Hawaï. Op 18 augustus 1992 kregen Cobain en Love een dochter: Frances Bean Cobain. Cobain vernoemde zijn dochter naar Frances McKee, zangeres van The Vaselines. Frances' tweede naam refereert aan het feit dat ze tijdens de echo volgens Cobain op een boon leek.
In een interview met Vanity Fair, gepubliceerd in de maand dat Frances geboren werd, gaf Love toe dat ze heroïne had gebruikt tijdens haar zwangerschap. Hoewel Love later beweerde dat Vanity Fair haar woorden had verdraaid, veroorzaakte het interview een storm van media-aandacht en werd het stel achtervolgd door journalisten die wilden weten of hun baby verslaafd ter wereld zou komen. Twee weken na haar geboorte werd Frances Bean op bevel van de kinderbescherming uit huis geplaatst, waarna ze enkele weken bij een familielid van Love verbleef. Na veel juridisch getouwtrek kregen Cobain en Love de voogdij over hun dochter terug.

## Laatste weken en overlijden

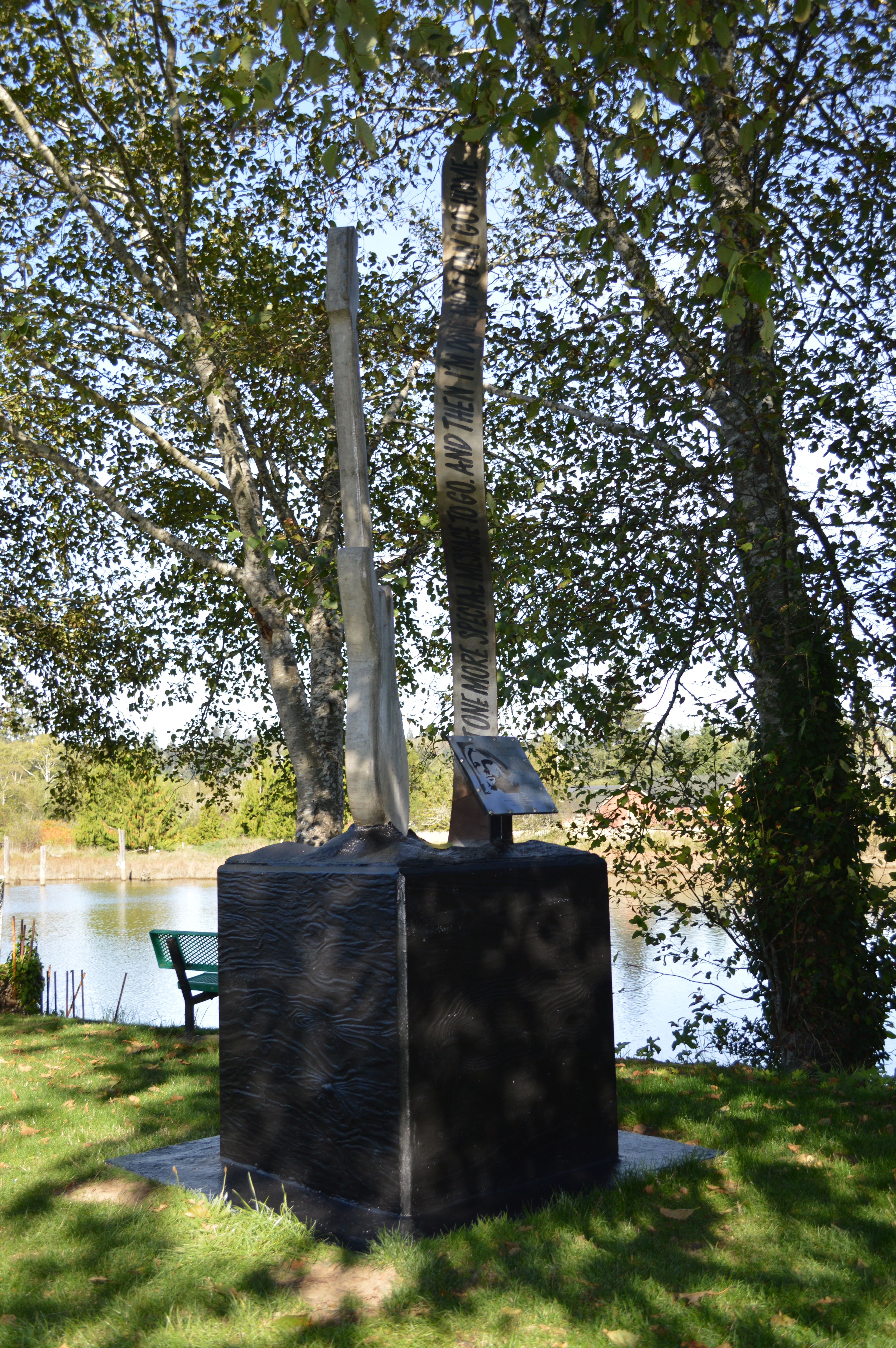
Kurt Cobain Memorial Park, Aberdeen WA

In de vroege morgen van 4 maart 1994 werd Cobain door Love in bewusteloze toestand aangetroffen op de vloer van hun hotelkamer in Rome. Hij had een overdosis van 50 Rohypnol-tabletten ingenomen, weggespoeld met champagne. Cobain ontwaakte een dag later uit zijn coma. Hoewel het voorval aanvankelijk werd afgedaan als een ongeluk, beweerde Love na Cobains dood dat het zijn eerste zelfmoordpoging was geweest. Twee weken na het incident in Rome belde Love de politie in Seattle met het bericht dat Cobain zich in een kamer van hun huis had opgesloten met een revolver en dreigde zelfmoord te plegen. De politie arriveerde en nam een groot aantal vuurwapens en dozen munitie in beslag. Cobain ontkende tegenover de politie dat hij zelfmoord had willen plegen.
Op 25 maart organiseerde Love een bijeenkomst van vrienden en collega's om Cobain te dwingen zich op te laten nemen in een afkickkliniek om van zijn heroïne verslaving af te komen. Vijf dagen later vloog Cobain naar Los Angeles om zijn behandeling in de kliniek te beginnen. Eerder die dag had een goede vriend van Cobain op diens verzoek in Seattle het hagelgeweer gekocht waarmee Cobain zich later van het leven zou beroven. Een dag later, in de vroege avond van 31 maart, klom Cobain over de twee meter hoge muur van de kliniek en vluchtte weg. Love startte een zoekactie en huurde privédetective Tom Grant in om Cobain te vinden. Op 4 april werd Cobain bij de politie als vermist opgegeven.
Op 8 april 1994 werd het lichaam van Cobain ontdekt in zijn huis in Seattle door een elektricien die bezig was een beveiligingssysteem te installeren. Volgens hem leek het in eerste instantie of Cobain lag te slapen; afgezien van een kleine hoeveelheid bloed rond zijn hoofd was zijn lichaam niet zichtbaar geschonden. Naast het lichaam werden het hagelgeweer en een zelfmoordbrief aangetroffen. De patholoog-anatoom stelde later vast dat Cobain drie dagen eerder, op 5 april 1994, was overleden. Het autopsierapport concludeerde dat Cobains dood het gevolg was van een "zichzelf toegebrachte schotwond aan het hoofd".
Op 10 april kwamen zo'n zevenduizend mensen in Seattle bijeen om Cobain te herdenken. Tijdens de bijeenkomst werd een tape afgespeeld waarop Love voorlas uit zijn zelfmoordbrief. In de brief, gericht aan zijn denkbeeldige jeugdvriend Boddah, haalde Cobain een zin uit Neil Youngs nummer My my, hey hey (out of the blue) aan: "It's better to burn out than to fade away" – Young reageerde enkele maanden later met een afscheidslied voor Cobain: Sleeps with Angels. De laatste vier regels van de brief waren aan Love en dochter Frances Bean gericht, eindigend met: "I love you. I love you!" Cobains lichaam werd gecremeerd; een derde van zijn as werd uitgestrooid in de Wishkahrivier in Washington, een derde werd in een boeddhistische tempel in New York ondergebracht en een derde bleef in handen van zijn weduwe.

### Doodsoorzaak
Hoewel Cobain volgens de officiële lezing zelfmoord heeft gepleegd door zichzelf in het hoofd te schieten met een hagelgeweer, zijn er tot op de dag van vandaag mensen die geloven dat hij werd vermoord. De belangrijkste voorstander van de moordtheorie is Tom Grant, de privédetective die door Love werd ingehuurd na Cobains verdwijning uit de afkickkliniek. Grant beweert dat zijn theorie wordt ondersteund door de volgende zaken:
1. Cobain zou een te hoge dosis heroïne tot zich hebben genomen om nog in staat te zijn de trekker van het hagelgeweer over te halen;
2. de laatste vier regels van de zelfmoordbrief zouden niet door Cobain zelf geschreven zijn;
3. op het hagelgeweer en alle andere objecten in de kamer zouden geen vingerafdrukken zijn aangetroffen.

Grants beweringen worden echter door andere specialisten tegengesproken. Onder Cobains vrienden zijn de meningen over zijn dood eveneens verdeeld. Ten minste één persoon, Kim Gordon van de band Sonic Youth, zegt niet te geloven in de officiële doodsoorzaak. In 2005 verklaarde Gordon: "Ik denk niet dat hij zelfmoord heeft gepleegd. Er zijn meerdere mensen die nauw contact met hem hadden die dat ook niet denken."
Voorstanders van de officiële doodsoorzaak wijzen naar Cobains langdurige heroïneverslaving, klinische depressies en handgeschreven zelfmoordbrief als onweerlegbaar bewijs. Cobains familieleden hebben aangegeven dat hij aan depressies en mentale instabiliteit leed lang voordat hij beroemd werd. Zijn zus Kimberly onthulde dat hij als tiener tegen haar had bekend dat hij tot de 27 club wilde behoren, de verzamelnaam voor bekende personen die op 27-jarige leeftijd zijn gestorven. Cobain bekende dat de onverklaarbare maagpijnen waar hij jarenlang aan leed zo extreem werden tijdens Nirvana's Europese tour in 1991, dat hij er zelfmoordneigingen van kreeg. Volgens Cobain gebruikte hij heroïne om zijn maagpijnen te onderdrukken.

### Nagedachtenis
In 2019 verscheen het boek Serving the servant - remembering Kurt Cobain van Danny Goldberg, een van de managers van Nirvana, die stelt dat het beeld van de zanger te veel wordt bepaald door het feit van zijn vroegtijdig overlijden en zijn zelfgekozen dood.

## Biografieën
- Azerrad, Michael: Come as You Are: The Story of Nirvana. Doubleday, 1994. ISBN 0-385-47199-8.
- Burlingame, Jeff: Kurt Cobain: Oh Well, Whatever, Nevermind. Enslow, 2006. ISBN 0-7660-2426-1.
- Cross, Charles: Heavier Than Heaven: A Biography of Kurt Cobain. Hyperion, 2001. ISBN 0-7868-8402-9.
- Kitts, Jeff, et al: Guitar World Presents Nirvana and the Grunge Revolution. Hal Leonard, 1998. ISBN 0-7935-9006-X.
- Thompson, Dave: Never Fade Away: The Kurt Cobain Story. St. Martin's Press, 1994. ISBN 0-312-95463-8.
- Broomfield, Nick: Kurt & Courtney (documentaire)
- Morgen, Brett: Cobain: Montage of Heck (documentaire)